# Eos (geslacht)
Eos is een geslacht van vogels uit de familie Psittaculidae (papegaaien van de Oude Wereld) en de groep van de lori's. De geslachtsnaam Eos  in ontleend aan het Oudgrieks (Ἠώς/Eos)  en dat was in de Griekse mythologie de godin van de dageraad.

## Kenmerken
De vogels zijn allemaal overwegend rood gekleurd met wat blauw, violet of zwarte tekening her en der in het verenkleed. 

## Leefwijze
Ze leven in zwermen die in bloei staande bomen volgen om daar te foerageren op nectar en stuifmeel, maar ook wel op vruchten en insecten. Ze broeden in holen in oude bomen. Sommige soorten zijn kwetsbaar of bedreigd door habitatverlies en vangst voor de kooivogelhandel.

## Verspreiding en leefgebied
De zes soorten zijn endemische soorten op eilanden in het oosten van de Indische Archipel waar ze voorkomen in leefgebieden met een zeer beperkte omvang. De vogels komen voor in regenwoud, kokospalmplantages en mangrovebos. 

## Soorten
Het geslacht kent de volgende soorten:
- Eos bornea  – Rode lori
- Eos cyanogenia  – Zwartvleugellori
- Eos histrio  – Diadeemlori
- Eos reticulata  – Blauwgestreepte lori
- Eos semilarvata  – Blauwoorlori
- Eos squamata  – Violetneklori